# ニューアム区
ニューアム・ロンドン自治区（ニューアム・ロンドンじちく、英: London Borough of Newham）は、イングランドのロンドン東部にあるロンドン自治区の一つ。1963年ロンドン政府法により設置された :5 。ニューハムと表記されることもある。
シティ・オブ・ロンドンから東に8 km (5.0 mi)の辺り、テムズ川の北岸（左岸）に位置する。2006年の推計によると、ニューアムは特定の民族が突出しておらず、イングランド内で最も少数民族人口の高い地域となっている。自治体はニューアム・ロンドン・バラ・カウンシルで、イングランドで2番目に財政的に恵まれない地域である。
ニューアム区は2012年のロンドンオリンピックでホストとなる6つのロンドン自治区のうちの一つである。

## 歴史
エセックス州のカウンティ・バラであったイースト・ハムとウェスト・ハムが、1963年ロンドン政府法に基づき1965年4月1日のグレーター・ロンドンの設置とともに合併し誕生した。
グリーン・ストリートはこの旧両地域の境界となっている。ミューニシパル・バラ・オブ・バーキングの一部だったローディング川以西の地域とともに、以前はメトロポリタン・バラ・オブ・ウーリッジに属していたノース・ウーリッジも区域に編入した。「ニューアム」の名は新しく計画されて設置したバラ（区）にとっての全く新しい名前である。

## 政治
多くのイングランドの地区とは異なり、区の行政は直接選挙により選出されるニューアム区長が率いる。2002年から2009年までは、議員は市民大使 (civic ambassador) として任命され、かつては区長により執り行われていた市民のための役割や儀礼的行為を実行していたが、この役職は廃止された。
ニューアム区は統計上はインナー・ロンドンの一部に含まれるが、財政管理上はアウター・ロンドンの一部とされている。これは、区の大部分が1889年から1965年まで存在したカウンティ・オブ・ロンドンの区域外にあったことに起因する。しかし、歴史的にロンドン市街地の一部を形成しつつ、経済的に困窮した地域の一つである。区議会は政府補助金を6000万ポンドまで増大させるために、すべての分野において公式にニューアム区をインナー・ロンドンに組み込むことを積極的に広報している。あらゆる分野で挑戦的な区であり、リサイクル率は英国で二番目に低い。
2010年5月6日に実施された区議会議員選挙では、労働党が議会の全60議席を獲得して完勝した。ロビン・ウェールズが68%の得票率で第一位となり、区長に選出された。

## 人口統計
2001年の人口統計によると、ニューアム区は英国内で最も若年人口が多く、白人のイギリス人の割合が最も少ない地区の一つである。また、英国で二番目にイスラム教徒人口の割合が高い地区 (24.3%) である。
10種に区分された民族集団に対してシンプソンの多様度指数を用いると、2001年の人口統計はニューアム区が上位15の地区のうち9つの地区でイングランドおよびウェールズにおいて最も高い民族多様性を持つ地区であることが示された。しかし、アイルランド系白人やその他の白人少数民族を含めた16の民族集団からなる民族区分を分析に用いたところ、ニューアム区は上位15の地区のうち7つの地区で最も高い割合を示したブレント区に次いで、上位15の地区のうち6つの地区で二番目に高い民族多様性を示した。
主な民族集団は白人とアジア系民族である。2006年の英国統計局の推計によると、人口の39%余りが白人で、その内訳は32.6%がイギリス人、1.1%がアイルランド人、5%がその他の白人である。次いで、約38%はアジア系イギリス人で、その内訳は10.2%がインド系イギリス人、7%がバングラデシュ系イギリス人、13.9%がパキスタン系イギリス人、5.1%がその他のアジア系イギリス人である。約20%は黒人で、その内訳は6.5%がカリブ系、12.4%がアフリカ系、1.1%がその他の黒人である。さらに、1.6%は華人、2.6%がその他の民族である。2009年時点で、ニューアム区は英国内で最も高い出生率2.87 (全国平均は1.95) を示している。

## 教育

### 学校および学寮
区内には財団法人立学校、コミュニティ・スクール、有志団体立補助学校など、複数の運営主体による学校が設置されている。また、寮制の成人教育学校であるデブデン・ハウスが近隣のエセックス州ラウトンに設置されている。シェリダン・ロードに所在するエセックス小学校は全校児童数が900人以上であり、ロンドンで最も大規模な小学校の一つである。

### 大学
イースト・ロンドン大学はニューアム区内に2つのキャンパスを所有している:
- ストラトフォード・キャンパス (ストラトフォード)
- ドックランズ・キャンパス (再開発されたロイヤル・アルバート・ドックに隣接)

バークベック・ストラトフォードはロンドン大学バークベック校とイースト・ロンドン大学が共同で設立した成人教育機関である。現在はイースト・ロンドン大学のストラトフォード・キャンパスを拠点としているが、将来的には単独の施設へと移転することが計画されている。
イースト・ロンドン大学は米国オリンピック委員会との間にパートナーシップ提携を締結しており、2012年のロンドンオリンピックおよびパラリンピックの期間中、米国のオリンピック代表チームはイースト・ロンドン大学内の施設をトレーニングの拠点に利用する。

## 名所・名物

### 商業・展示施設
- エクセル展覧会センター

### スポーツ
- リーグに属さないクラプトンFC（英語版）がフォレスト・ゲートを拠点としている。
- リーグに属さないロンドンAPSA FC（英語版）がフォレスト・ゲートを拠点としている。

### 新聞
地元紙はニューアム・レコーダーで、編集者はコリン・グレンジャーである。

## 地理
西側はドックランズやカナリーワーフなどテムズ北岸のウォーターフロント都市再開発地帯が（ニューアム区まで）伸びるタワーハムレッツ区になる。北西部はハックニー区、北部はウォルサム・フォレスト区、北部から北東部にかけてレッドブリッジ区、東部はバーキング・アンド・ダゲナム区に接する。
南部はテムズ対岸のグリニッジ区になる。

## 地区
- アプトン
- アプトン・パーク (英語版)
- イースト・ハム
- ウェスト・ハム
- ウォーレンド（英語版）
- カスタム・ハウス (英語版)
- カニング・タウン（英語版）
- サイプレス (英語版)
- シルバータウン（英語版）
- ストラトフォード
- ストラトフォード・シティ
- ストラトフォード・ニュータウン
- ストラトフォード・マーシュ
- テンプル・ミルズ（英語版） - 区北西部でハックニー区、ウォルサム・フォレスト区に跨がる。
- ノース・ウーリッジ（英語版） ([ˈwʊlɪtʃ]または[ˈwʊlɪdʒ])
- フォレスト・ゲート（英語版）
- プラーストウ (英語版) ([ˈplɑːstoʊ])
- プラシェット（英語版）
- ベックトン（英語版）
- マナーパーク (英語版)
- ミル・ミーズ
- メリーランド (英語版)
- リトル・イルフォード（英語版）

## 交通
ニューアムの交通体系は現在、ドックランズ・ライト・レールウェイ (DLR) の全線開通やロンドン地下鉄ジュビリー線の延伸等、大規模な更新が進んでいる。カニング・タウン、ウエスト・ハム、ストラトフォード駅が新設あるいは改築された。2009年末には、ハイスピード1のストラトフォード国際駅が開業した。さらに、既存の路線の接続を改善するクロスレール計画が予定されており、区内のいくつかの駅も対象となっている。
ドックランズにはロンドン・シティ空港があり、ドックランズ・ライト・レールウェイは同シティ空港まで延伸開業した。

### 区内に所在する駅の一覧
- アビー・ロード駅（英語版） - DLR
- アプトン・パーク駅（英語版） - ディストリクト線およびハマースミス&シティー線
- イーストハム駅（英語版） - ディストリクト線およびハマースミス&シティー線
- ウェスト・シルバータウン駅（英語版） - DLR
- ウェストハム駅（英語版） - c2c、ジュビリー線、ディストリクト線、ハマースミス&シティー線、DLR
- ウッドグランジ・パーク駅（英語版） - ロンドン・オーバーグラウンド
- カスタム・ハウス駅 - DLR
- カニング・タウン駅（英語版） - ジュビリー線およびDLR
- ガリオン・リーチ駅（英語版） - DLR
- キング・ジョージ5世駅（英語版） - DLR
- サイプレス駅（英語版） - DLR
- スター・レーン駅（英語版） - DLR
- ストラトフォード駅 - ナショナル・エクスプレス、c2c、ジュビリー線、セントラル線、ロンドン・オーバーグラウンド、DLR
- ストラトフォード国際駅 - サウスイースタン、ユーロスター、DLR
- ストラトフォード・ハイ・ストリート駅（英語版） - DLR
- フォレスト・ゲート駅（英語版） - ナショナル・エクスプレス
- プディング・ミル・レーン駅 - DLR
- プラーストウ駅（英語版） - ディストリクト線およびハマースミス&シティー線
- プリンス・リージェント駅（英語版） - DLR
- ベックトン駅（英語版） - DLR
- ベックトン・パーク駅（英語版） - DLR
- ポントゥーン・ドック駅（英語版） - DLR
- マナー・パーク駅（英語版） - ナショナル・エクスプレス
- メリーランド駅（英語版） - ナショナル・エクスプレス
- ロイヤル・アルバート駅（英語版） - DLR
- ロイヤル・ヴィクトリア駅 - DLR
- ロンドン・シティ空港駅 - DLR
- ワンステッド・パーク駅（英語版） - ロンドン・オーバーグラウンド

### 国際交通
- ダッチフライヤー : 鉄道―水運連絡交通（ストラトフォード駅経由）
- ロンドン・シティ空港
- ストラトフォード国際駅（ユーロスター、2010年半ばに開業）

## 関係者
出身者
- オナー・ブラックマン（女優、ボンドガール） - 映画「007/ゴールドフィンガー」で、シャーリー・イートンやタニア・マレット（英語版）らとボンドガールを演じた。エセックス（現ニューアム区）のプラストウ（Plaistow）生まれ。
- デイビッド・エイメス（政治家、保守党所属の庶民院議員） - 2021年、イスラム過激派に殺害された。
- ダニー・ボウズ（シンガー、ミュージシャン）

居住その他ゆかりある人物